# Kul Tepe Jolfa
Kul Tepe Jolfa o Kul Tapeh (Gargar Tepesi) es un yacimiento arqueológico en el condado de Yolfa, Irán, ubicado en la ciudad de Hadishahr, a unos 10 km al sur del río Araxes. Data del Periodo calcolítico (5000–4500 a. C.) y fue descubierto en 1968.
La ocupación continuó hasta finales de la Edad del Bronce. También se han recuperado fragmentos de cerámica de la Edad del Bronce y del período urartiano.

## Descripción
Kul Tepe Jolfa es un tell ocupado durante varios períodos, de aproximadamente 6 ha de extensión y 19 m de altura. Se encuentra a 967 metros sobre el nivel del mar.
A unos 50 km de distancia se encuentra el sitio relacionado de Kultepe, situado ya en la actual Azerbaiyán.
Como resultado de las excavaciones se ha encontrado material de los períodos Dalma (5000–4500 a. C.) y Pisdeli, con los horizontes de cerámica de cara de paja y los períodos Kurá-Araxes I y II. Esta es la cultura transcaucásica temprana o de Kurá-Araxes, que se extendió por el Cáucaso y la cuenca del Urmía alrededor del 3500 a. C.
Posteriormente, también se ha atestiguado la ocupación durante la Edad del Bronce Medio y Tardío (Cerámica de Urmía), y los períodos del Hierro y Urartiano/Aqueménida.
Dava Goz es otro yacimiento relacionado en el área que fue excavado recientemente. Se encuentra a unos 5 km al norte de Dizaj Diz, Irán. Dava Goz es un sitio pequeño y muy antiguo que comienza en el período Neolítico Tardío/Calcolítico de Transición, similar al de Hajji Firuz Tepe que puede haber comenzado en c. 6000 a. C.
La cerámica con cara de paja y la cerámica templada de paja con superficies peinadas son cerámicas típicas del Calcolítico Tardío del sur de Azerbaiyán. Se ha encuentra en Kultepe, Azerbaiyán y en otras partes de la región de Najichevan, y en la región del lago Urmía en el noroeste de Irán. Pero también es común en otras áreas de Oriente Medio, como en el norte de Siria y Mesopotamia. Está muy bien atestiguada en Amuq.
Para Akbar Abedi,

En resumen, la imagen emergente sugiere que el sistema de cerámica de cara de paja (Chaff-Faced Ware), cuyo enfoque estaba en las tierras altas, fue desafiado progresivamente durante el IV milenio a. C. tanto en el norte como en el sur, por las expansiones de los períodos Kurá-Araxes y Uruk, respectivamente. Después de un período de convivencia con ambos, esta cultura cerámica fue reemplazada en el altiplano por el fenómeno Kurá-Araxes, cuyas fuerzas impulsoras probablemente tuvieron alguna ventaja decisiva sobre sus vecinos regionales, a juzgar por la importancia de las actividades metalúrgicas y mineras en el mundo Kurá-Araxes. Esta ventaja podría haber sido tecnológica'.